# ベルグマン核
ベルグマン核 (ベルグマンかく、英: Bergman kernel) は、数学の多変数複素関数論において、領域 D in Cn 上のすべての二乗可積分正則関数からなるヒルベルト空間に対する再生核である。ステファン・ベルグマンに因んで名づけられている。
詳しくは、L2(D) を D 上の自乗可積分関数のヒルベルト空間とし、L2,h(D) を D における正則関数からなる部分空間とする。つまり、
{\displaystyle L^{2,h}(D)=L^{2}(D)\cap H(D)}
ただし H(D) は D における正則関数全体の空間。すると L2,h(D) はヒルベルト空間である。なぜならば、L2(D) の閉線型部分空間であり、したがってそれ自身完備だからである。これは次の基本的な評価から従う。D における正則二乗可積分関数 ƒ に対し、
が D のすべてのコンパクト部分集合 K に対して成り立つ。したがって、L2(D) における正則関数列の収束はコンパクト収束も意味し、そのため極限関数もまた正則である。
(1) の別の結果は、すべての z ∈ D に対し、評価写像
{\displaystyle \operatorname {ev} _{z}:f\mapsto f(z)}
が L2,h(D) 上の連続線型汎関数であるというものである。リースの表現定理により、この汎関数は L2,h(D) の元により内積で表せる、つまり、
{\displaystyle \operatorname {ev} _{z}f=\int _{D}f(\zeta ){\overline {\eta _{z}(\zeta )}}\,d\mu (\zeta ).}
ベルグマン核 K は
{\displaystyle K(z,\zeta )={\overline {\eta _{z}(\zeta )}}}
で定義される。核 K(z,ζ) は z について正則で、ζ について反正則で、
{\displaystyle f(z)=\int _{D}K(z,\zeta )f(\zeta )\,d\mu (\zeta )}
を満たす。
これについての1つの重要なことは、L2,h(D) を、 {\displaystyle dz^{1}\wedge \cdots \wedge dz^{n}} による積により、D 上 L2 正則 (n,0) ノルムの空間と同一視できることである。この空間上の {\displaystyle L^{2}} 内積は D の双正則の下で明らかに不変であるから、ベルグマン核およびそれに伴うベルグマン計量は自動的に領域の自己同型群の下で不変である。